# Score Entertainment
Score Entertainment fue una compañía encargada de comercializar y diseñar juegos de cartas coleccionables, cuya sede principal se encontraba en Arlington, Texas. Su primer juego de cartas comercializado fue «Dragon Ball Z: Collectible Card Game», que se publicó en el 2000. Al igual que otras compañías de comercio de cartas, Score Entertainment era popular por su licencia de propiedad intelectual; estos provienen de una variedad de series animadas, programas de televisión y videojuegos. Score Entertainment era miembro de la familia de empresas Donruss Playoff LP. Panini America compró Donruss Playoff LP a principios de 2009 y Score Entertainment cerró.

## Juegos de cartas comercializados
| - Dragon Ball Z: Collectible Card Game. - Bleach: Trading Card Game. - Buffy the Vampire Slayer: Collectible Card Game. - Case Closed: Trading Card Game. - Dragon Ball GT: Trading Card Game. - Dragon Ball Z: Trading Card Game. | - Dragon Booster: Trading Card Game. - Fruits Basket: Friends of the Zodiac Card Game. - InuYasha: Trading Card Game. - Sonic X: Trading Card Game. - Yū Yū Hakusho: Trading Card Game. |